# Krangalangia spinosa
Krangalangia spinosa is een krabbensoort uit de familie van de Cyclodorippidae. De wetenschappelijke naam van de soort is voor het eerst geldig gepubliceerd in 1970 door Zarenkov.